# استان مارکس
استان مارکس (انگلیسی: Stan Marks) روزنامه‌نگار اهل استرالیا است. وی همسر اوا مارکس بازمانده هولوکاست است.

## زندگی‌نامه
مارکس در لندن متولد شد، دوساله بود که به استرالیا رفت. او خبرنگار یک روزنامه روستایی شد و بعدها به خبرنگار روزنامه عصر ایالتی هرالد در ملبورن تبدیل شد، او به عنوان گزارشگر و منتقد در دفاتر ملبورن و سیدنی فعالیت می‌کرد.
او در لندن، کانادا و نیویورک برای مجلات استرالیایی کار کرد. استان مارکس در بازگشت به استرالیا، مسئول روابط عمومی و سرپرست تبلیغات کمیسیون پخش رادیو استرالیا شد، در پی تولید برنامه‌های تلویزیونی، رادیو و کنسرت بود، از جمله تبلیغات برای آهنگسازان مشهوری مثل اسحاق استرن، یهودی منوهین، ایگور استراوینسکی، دانیل بارنبویم، مورین فروستر و ارکسترهای بین‌المللی رادیو استرالیا و مجله TVTimes. وی بعدها مدیر روابط عمومی و تبلیغاتی کمیته توریستی استرالیا شد، او مقاله‌های زیادی را برای روزنامه‌ها و مجلات داخل و خارج از کشور نگارش کرد. مارکس همچنین ویراستار مجله مرکز اخبار موزه و مرکز تحقیقات هولوکاست یهودیان برای بیش از ۱۶ سال بود.
او نویسنده ۱۴ کتاب است که در استرالیا، انگلستان، ایالات متحده، اسرائیل و دانمارک منتشر شده‌است.